# Madurankuli
Madurankuli är en administrativ by i Sri Lanka.   Den ligger i provinsen Nordvästprovinsen, i den västra delen av landet, 110 km norr om huvudstaden Colombo.